# Monumento a Elisa Rodríguez Parra
El busto a Elisa Rodríguez Parra es un bien mueble integrante del Patrimonio Cultural de la Nación por el Ministerio de Cultura mediante la Resolución Viceministerial N°053-2018-VMPCIC-MC el 24 de abril de 2018. Obra del escultor peruano Camulfo César Vivanco, fue inaugurada el 28 de noviembre de 1968 por el alcalde de Lima, Luis Bedoya Reyes. 

## Descripción
Es una escultura de tipo busto, hecha en bronce, con las siguientes dimensiones: alto: 55 cm, ancho: 49 cm y fondo: 30 cm. Se encuentra sobre un pedestal de piedra con base alargada y que presenta como diseños bordes lisos y centro rugo, cuenta con las siguientes dimensiones: alto: 1.82 m, ancho: 1.09 m y fondo: 0.56 m.
El busto de Elisa Rodríguez Parra, luchadora de los derechos político de la mujer peruana, la representa adulta con cabello corto y con una blusa escotada. En la parte frontal se lee en bajo relieve: "ELISA RODRIGUEZ PARRA DE GARCIA ROSELL / 1876-1966 / INFATIGABLE LUCHADORA POR LA CULTURA LOS DERECHOS CIVILES Y POLITICOS DE LA MUJER PERUANA Y POR LA PAZ ENTRE LOS PUEBLOS / HOMENAJE DE LA ASOCIACION NACIONAL DE MESAS REDONDAS PANAMERICANISTA DEL PERU"

## Ubicación
El busto en homenaje a Elisa Rodríguez Parra se encuentra en el parque Juana Alarco de Dammert, el cual está ubicado en el cruce de las avenidas Paseo de la República, España, paseo Colón y a la altura de la cuadra quince de Garcilaso de la Vega; en el distrito de Cercado de Lima. El monumento está instalado mirando hacia la Av. 9 de diciembre entre el Centro de Estudios Históricos Militares del Perú y la Av. Garcilaso de la Vega.